# 三塩化酸化バナジウム(V)
三塩化酸化バナジウム(V)（さんえんかさんかバナジウム ご、英: vanadium(V) trichloride oxide）は、化学式が VOCl3 と表されるバナジウムの化合物である。常温で液体で、蒸留は可能だが空気中で直ちに加水分解される。強い酸化剤であり、主に有機合成の試薬として用いられる。毒物及び劇物取締法により劇物に指定されている。

## 化学的性質
三塩化酸化バナジウム(V)はバナジウム(V)の化合物で、反磁性である。四面体形構造を持ち、O-V-Cl 角は111度、Cl-V-Cl 角は108度、V-O 結合長は 157 pm、V-Cl 結合長は 214 pm である。非常に水と反応性が高く、放置しておくと塩素が発生する。無極性溶媒（ベンゼン、ジクロロメタン、ヘキサンなど）に可溶である。塩化ホスホリルとは類似点もあるが、塩化二酸化バナジウム(V)には酸化性があるという点で異なっている。一般にリン化合物には酸化性はない。

## 合成
VOCl3 は、酸化バナジウム(V)の塩素化によって合成できる。この反応は約600 °C程度で進行する。
{\displaystyle {\ce {3Cl2\ + V2O5 -> 2VOCl3\ + 1 {\frac {1}{2}}O2}}}
V2O5 と炭素との混合物を用いれば、この反応は200-400 °Cで進行させることが可能である。この場合炭素は、TiO2 から TiCl4 を製造するクロール法と同じように脱酸素剤として作用する。
前駆体として酸化バナジウム(III)が使われることもある。
{\displaystyle {\ce {3Cl2\ +V2O3->2VOCl3\ +{\tfrac {1}{2}}O2}}}
実験室レベルでは、塩化チオニルによって酸化バナジウム(V)を塩素化して合成する。
{\displaystyle {\ce {V2O5\ + 3SOCl2 -> 2VOCl3\ + 3SO2}}}

## 反応

### 加水分解とアルコール分解
VOCl3 は、速やかに V2O5 と HCl に加水分解される。ビーカーの中に入れておくと、壁面に V2O5 が生成しているのが見られる。反応中間体として塩化二酸化バナジウム(V)が発生する。
{\displaystyle {\ce {2VOCl3\ + 3H2O -> V2O5\ + 6HCl}}}
VOCl3 はトリエチルアミンなどの塩基の存在下、アルコールをアルコキシドに変化させる。
{\displaystyle {\ce {VOCl3\ + 3ROH -> VO(OR)3\ + 3HCl}}}（R = Me、Ph など）

### 他の塩化酸化物への変化
VOCl3 は VOCl2 の合成においても使われる。
{\displaystyle {\ce {V2O5\ + 3VCl3\ + VOCl3 -> 6VOCl2}}}
塩化二酸化バナジウム(V)は、一酸化二塩素を用いる特殊な反応によって合成される。
{\displaystyle {\ce {VOCl3\ + Cl2O -> VO2Cl\ + 2Cl2}}}
VO2Cl は180 °Cより高い温度で V2O5 と VOCl3 に分解する。同様に、VOCl2 も VOCl3 と VOCl に分解する。

### 錯体の構造
VOCl3 は強力なルイス酸であり、アセトニトリルやアミンなどと錯体を作る傾向がある。錯体を作る際、バナジウムは4配位四面体形構造から6配位八面体形構造に変化する。
{\displaystyle {\ce {VOCl3\ + 2H2NEt -> VOCl3(H2NEt)2}}}

### アルケンの重合
VOCl3 はエチレンプロピレンゴム (EPDM) の合成の触媒、または前駆触媒として使われる。